# Mukesh Ambani
Mukesh Dhirubhai Ambani (født 19. april 1957) er en indisk milliardær, erhvervsmand, samt formand, CEO og indehaver af den største aktiepost i Reliance Industries Ltd. (RIL), der er et Fortune Global 500-firma og Indiens mest værdifulde virksomhed målt på markedsværdi. Ifølge Forbes er han den rigeste person i Asien med en formue på $82,9 mia. og den 12. rigeste person i verden i august 2021.